# Gudrun Holm
Gudrun Holm, född 8 mars 1913 i Berlin, död 10 februari 2006 i Hägersten, gravsatt på Skara gamla kyrkogård, var en svensk målare.
Hon var dotter till filosofie doktor Ragnar Holm och Helena Hasselrot. Holm studerade vid konstakademien i Berlin 1934 samt för Birger Simonsson och Isaac Grünewald vid Konsthögskolan i Stockholm 1936-1942 samt under studieresor till Italien, Nederländerna, Österrike, New York och Leningrad. Separat ställde hon ut på Galerie Moderne i Stockholm 1948 och på Kalmar museum samt Smålands museum i Växjö 1950. Som konstnär var hon huvudsakligen verksam på Öland, där hon var sommarboende i Runsten och i bild skildrade öns försvinnande jordbrukslandskap. Hon medverkade i ett flertal utställningar med Sveriges allmänna konstförening och i Nationalmuseums utställning Unga tecknare samt HSB:s utställning God konst i alla hem. Hennes konst består av figursaker, djurbilder och landskapsmålningar med djur från Öland och de västgötska kreatursmarknaderna. 
Hon medverkade under en lång tid i Ölandsbladet där hon bland annat skrev kulturartiklar och kåserier. Hon skildrade också sitt händelserika liv i en memoarboken ”Ett brokigt konstnärsleverne i skuggan av två världskrig”. 
Holm är representerad vid Kalmar läns museum och Gustav VI Adolfs samling.

### Fotnoter
1. ↑  ”Kalmar konstmuseum”. Arkiverad från originalet den 3 december 2017. https://web.archive.org/web/20171203082716/http://konstdatabas.designarkivet.se/index.php/Detail/Object/Show/object_id/270. Läst 2 december 2017.